# Erodium brachycarpum
Erodium brachycarpum là một loài thực vật có hoa trong họ Mỏ hạc. Loài này được (Godr.) Thell. mô tả khoa học đầu tiên năm 1917.